# Massacre de Cana de 1996
 (juin 2021).
Si vous disposez d'ouvrages ou d'articles de référence ou si vous connaissez des sites web de qualité traitant du thème abordé ici, merci de compléter l'article en donnant les références utiles à sa vérifiabilité et en les liant à la section « Notes et références ».
Le premier massacre de Cana ou bombardement de Cana a lieu le 18 avril 1996 près du village de Cana (Liban du Sud), causant la mort de 102 civils réfugiés dans un camp de Casques bleus, à la suite d'une opération de bombardement de l'armée israélienne.

## Déroulement

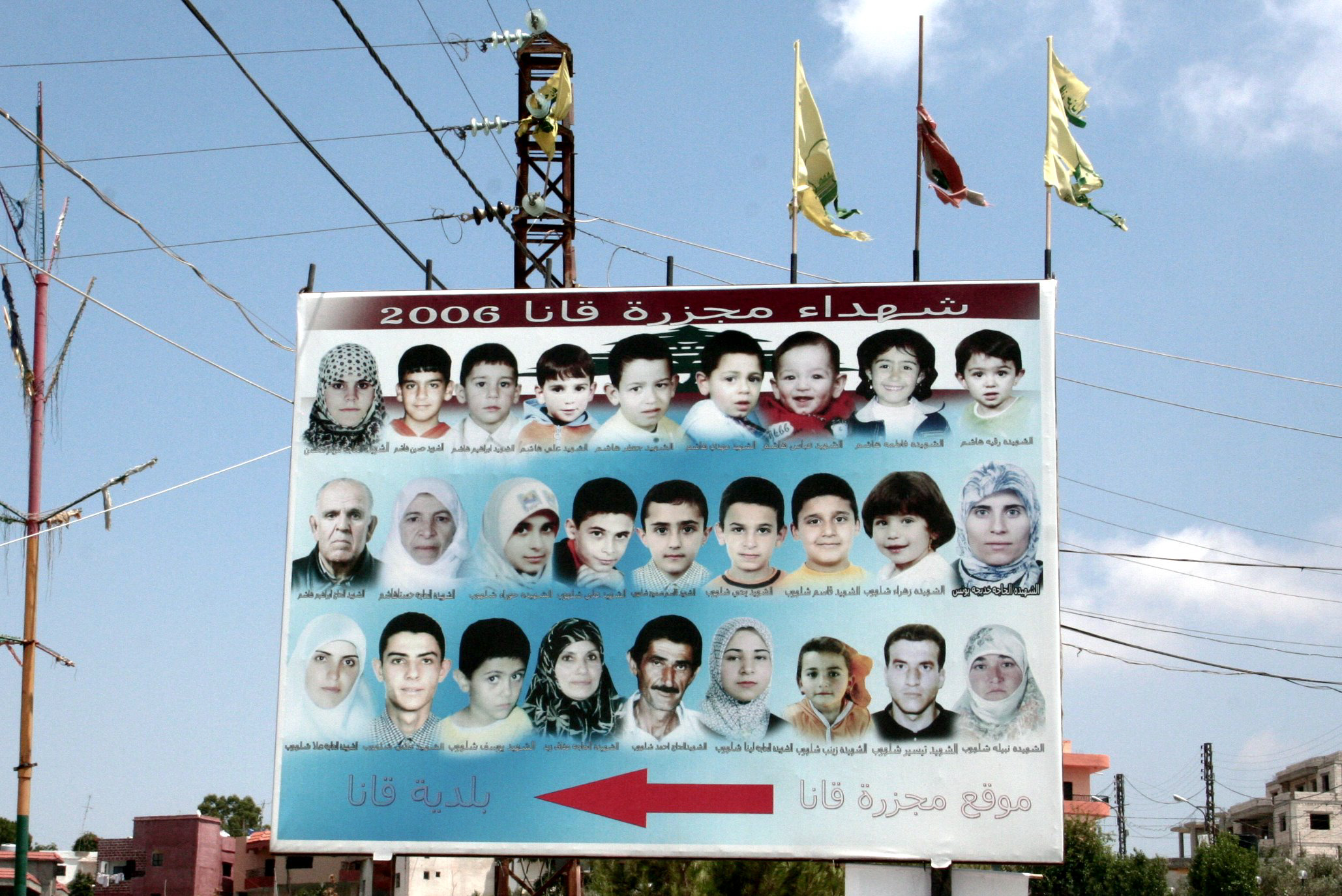
Pancarte commémorative affichant le portrait des victimes du bombardement de Cana en 2006

Entre le 11 et le 27 avril 1996, Israël lance une campagne de bombardement appelée opération Raisins de la colère contre des cibles situées sur le territoire libanais. Le but de cette opération est de détruire ou de fragiliser le Hezbollah, qui mène une guérilla contre l'armée israélienne occupant alors le Liban du Sud. Le 18 avril, le bombardement commence aux alentours de 14 heures et dure un peu moins de 20 minutes. 
Installés à Cana depuis 1978, les casques bleus ont dû ramasser des débris humains, restes de bras et de jambes arrachés, morceaux de chair calcinée sur les murs. 

## Conséquences
En réaction à ce bombardement, le CSNU adopte la résolution 1052, condamnant le bombardement et demandant une cessation des hostilités.

## Erreur ou bombardement intentionnel
Israël attribue le bombardement à une erreur de tir, des éléments du Hezbollah se trouvant à proximité du camp. Le gouvernement israélien déclare que des miliciens du Hezbollah se trouvaient dans le camp tout en précisant que ce fait n'est pas à l'origine du bombardement. Les premiers témoignages indiquent qu'un drone israélien survolait le camp, tandis que deux hélicoptères survolaient les alentours. Le gouvernement israélien dément alors la présence d'aéronefs dans le secteur.
Quelques jours plus tard, un civil franco-portugais retrouvé vivant par la FINUL dans les décombres d'un immeuble désaffecté, et un enregistrement vidéo amateur filmé par un Casque bleu fidjien, montrent qu'un drone se trouvait bien au-dessus du camp. Le film contredit les déclarations initiales du gouvernement israélien et plonge celui-ci dans l'embarras. Israël affirme alors que le champ de vision du drone était réduit et ne permettait pas de voir ce qui se passait dans le camp et que les premières déclarations officielles avaient eu lieu hâtivement alors que l'enquête interne de l'armée n'était pas achevée.
Le rapport de l'ONU, très critique pour Israël, suggère que le bombardement a été perpétré en connaissance de cause . Sa rédaction a fait l'objet de pressions contradictoires, afin de l'édulcorer ou d'en faire un élément à charge[réf. nécessaire]. La version rendue publique du rapport adopte un style « technique », c'est-à-dire limité aux faits avec peu d'analyse. Une des conclusions de la commission d'enquête de l'ONU affirme que « bien que la possibilité d'une erreur de tir ne puisse être complètement écartée, le relevé des impacts rend improbable l'éventualité d'un bombardement dû à une erreur technique et/ou de procédure ».
Quelques semaines après les faits, un accord est signé entre le Hezbollah et Israël avec la participation des États-Unis, de la Syrie et du gouvernement libanais. Cet accord stipule que les deux parties doivent s'abstenir d'attaquer les civils.
Selon Timur Goksel, porte-parole de la FINUL présent sur les lieux au moment du drame, « dire que c'était qu'une erreur n'est qu'un mensonge ». Il précise que 34 obus ont atteint le camp de réfugiés, explosant en l'air pour faire un maximum de victimes, et que les quelques obus de mortier tirés auparavant par le Hezbollah ne pouvaient atteindre le territoire israélien, mais visaient des soldats israéliens qui ont paniqué et réclamé un soutien aérien.